# Ritmuri potrivite
Ritmuri potrivite este un film românesc din 1964 regizat de Mirel Ilieșiu.